# Paulpietersburg
Paulpietersburg – miasteczko w Republice Południowej Afryki, położone w prowincji KwaZulu-Natal, w dystrykcie Zululand, w gminie eDumbe której jest siedzibą administracyjną.
Nazwa miasta pochodzi od Paula Krugera, prezydenta Transwalu.